# Vay László (főispán)
Báró vajai és ibrányi Vay László Miklós Árpád Henrik Kelemen (Tiszalök, 1890. április 26. – Vincente Lopez, Argentína, 1966. március 18.) nagybirtokos főnemes, politikus, miniszterelnökségi államtitkár, Bihar és Hajdú vármegye főispánja.

## Élete
Édesapja báró Vay Arnold (1858–1908), édesanyja gróf Mikes Sarolta (1870–1957). Első gyermekként született a három közül. Gimnáziumi tanulmányait Debrecenben végezte. Az első világháborúban huszártisztként szolgált, majd a háború után erdélyi birtokain gazdálkodott. 1926-ban Magyarországon telepedett le, majd tagja lett Bihar vármegye törvényhatósági bizottságának. 1927-től 1939-ig a Felsőház tagja örökös jogon, ezalatt 1930-tól Bihar, 1932-től pedig Hajdú vármegye főispánja. Az 1920-as évek elején Bethlen István híve, de 1934-ben átpártolt Gömbös Gyula táborába, és a Nemzeti Egység Pártja helyi vezetője lett. 1937-ben a Földművelésügyi Minisztérium adminisztratív államtitkárává nevezték ki, közben csatlakozott Imrédyhez, és 1938. október 27. és 1939. február 17. között miniszterelnökségi államtitkár. 1939-ben parlamenti mandátumot nyert Nagybajom képviselőjeként. Később a NEP vezetője lett, majd a Magyar Élet Pártja elnöke 1940. október 5-ig. 1944-ben elmenekült Magyarországról, egy ideig Németországban, majd Kanadában élt, végül Argentínában hunyt el.